# Krayenhoff (geslacht)

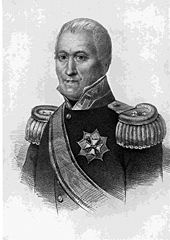
C.R.T. Kraijenhoff (1758-1840)

Krayenhoff (ook: Kraijenhoff, Krayenhoff van de Leur en: Rom Krayenhoff) is een Nederlands geslacht waarvan een tak sinds 1815 tot de Nederlandse adel behoort.

## Geschiedenis
De familie komt uit Kampen en de oudst bekende voorvader is Johan Cornelisz., koster van de Bovenkerk, die trouwde met Anna Jansdr. Hun kleinzoon, Cornelius Kraijenhoff (1662-1729), was predikant en nam de geslachtsnaam Krayenhoff aan. Een van diens kleinzonen was Cornelis Dionysius Krayenhoff (1744-1792) die trouwde met Anna Jacoba van de Leur (1747-1785); hun zoon mr. Adrianus Rudolphus Krayenhoff van de Leur (1780-1850) is de stamvader van de tak Krayenhoff van de Leur. Een andere kleinzoon was dr. Cornelis Rudolphus Theodorus; hij werd in 1815 verheven in de Nederlandse adel met de titel van baron bij eerstgeboorte en is de stamvader van de adellijke tak. In 1997 waren er nog vijf adellijke telgen in leven, de laatste geboren in 1992.
De familie werd in 1915 opgenomen in het Nederland's Patriciaat, en opnieuw in 1957. Deze niet-adellijke tak levert de chef de famille van het geslacht.

## Enkele telgen
Cornelius Kraijenhoff (1662-1729), predikant
- prof. Louis François Krayenhoff (1720-1782), rector te Gorinchem met de titel van hoogleraar in de welsprekendheid
  - Cornelis Dionysius Krayenhoff (1744-1792); trouwde in 1769 met Anna Jacoba van de Leur (1747-1785)
    - mr. Adrianus Rudolphus Krayenhoff van de Leur (1780-1850), notaris, stamvader van de tak Krayenhoff van de Leur
- Cornelis Johannes Krayenhoff (1722-1782), majoor-ingenieur titulair
  - dr. Cornelis Rudolphus Theodorus baron Krayenhoff (1758-1840), luitenant-generaal, verheven in de Nederlandse adel in 1815 en daarmee stamvader van de adellijke tak
    - Cornelis Johannes baron Krayenhoff (1788-1865), majoor; trouwde in 1819 met Sophie Hermine Madeleine Rom (1799-1854)
      - Johan Elias Anne Rudolph Rom baron Krayenhoff (1827-1913), burgemeester van Nieuw-Lekkerland (1854-1897), verkreeg bij KB in 1828 naamswijziging in Rom Krayenhoff

    - jhr. Johan Krayenhoff (1790-1867), generaal-majoor
      - jhr. Theodorus Johan Krayenhoff (1830-1903)
        - Cornelis Rudolphus Theodorus baron Krayenhoff (1865-1948), voorzitter van de Algemene Nederlandse Vereniging voor Vreemdelingenverkeer, lid van de Raad van Bestuur van de A.N.W.B., werd na het overlijden van zijn verwant Johan Elias Anne Rudolph Rom baron Krayenhoff (1827-1913) chef de famille van de adellijke tak en baron
          - ir. Albertus baron Krayenhoff (1896-1988), directeur gieterijbedrijf
            - Gualtherus baron Krayenhoff (1922-2011), RAF-vlieger tijdens de Tweede Wereldoorlog, president-directeur van AKZO, voorzitter van het Nederlandse Rode Kruis
              - Cornelis Rudolphus Theodorus baron Krayenhoff (1953), na het overlijden van zijn vader chef de famille van de adellijke tak en baron
                - Jhr. Gualtherus Pieter Simon Kraijenhoff (1992), vermoedelijke opvolger als chef de famille van de adellijke tak